# Холунн, Ханс Кристер
Ханс Кристер Холунн (норв. Hans Christer Holund; род. 25 февраля 1989, Осло) — норвежский лыжник, двукратный призёр Олимпийских игр 2018 и 2022 годов, четырёхкратный чемпион мира, призёр этапов Кубка мира, чемпион мира среди юниоров 2008 года.

## Биография
Первые успехи в лыжах пришли к Хансу Кристеру Холунну ещё на юниорском уровне — на Чемпионате мира среди юниоров-2008 он выиграл золотую медаль в гонке на 10 км классикой. Спустя год, на аналогичном соревновании норвежец завоевал две бронзовые медали: в скиатлоне и эстафете.
Вскоре спортсмен дебютировал в Кубке мира, это произошло 8 марта 2009 года в финском Лахти, в гонке на 15 километров. В своей первой гонке Холлун занял 52 место, отстав от победителя россиянина Александра Легкова на две минуты. Долгое время норвежец не мог закрепиться в основной команде Норвегии по лыжным гонкам. И на более-менее постоянной основе в главной сборной он стал выступать лишь в сезоне 2014/2015.
5 декабря 2015 года в норвежском Лиллехаммере, на дистанции скиатлона он впервые завоевал призовое место (третье) на этапе Кубка мира. Постепенно количество призовых мест увеличилось и Холлунн попал в состав сборной Норвегии на Чемпионат мира по лыжным видам спорта, проводившем в Лахти в 2017 году. В единственной гонке, которой ему удалось пробежать на мировом первенстве (50 км коньком) он занял десятое место.
Ханс Кристер - предпочитает дистанционные гонки, а предпочтений по стилю у него нет, норвежцу одинаково хорошо даются гонки и классическим и коньковым стилем передвижения. 
11 февраля 2018 года на первой дистанции в скиатлоне на Олимпиаде в Пхёнчхане, Ханс Кристер замкнул тройку призёров, завоевав первую свою олимпийскую бронзовую медаль. Примечательно, что первым и вторым здесь стали также представители команды Норвегии.

## Результаты на крупнейших соревнованиях

### Зимние Олимпийские игры
| Олимпийские игры | Спринт | Командный спринт | 15 км раздельный старт | 15+15 км | 50 км масс-старт | Эстафета |
| ---------------- | ------ | ---------------- | ---------------------- | -------- | ---------------- | -------- |
| 2018 Пхёнчхан    | —      | —                | 6                      | 3        | 6                | —        |
| 2022 Пекин       | —      | —                | 4                      | 4        | 13               | 2        |

### Чемпионаты мира по лыжным видам спорта
| Чемпионат мира  | Спринт | Командный спринт | 15 км раздельный старт | 15+15 км | 50 км масс-старт | Эстафета |
| --------------- | ------ | ---------------- | ---------------------- | -------- | ---------------- | -------- |
| 2017 Лахти      | —      | —                | —                      | —        | 10               | —        |
| 2019 Зефельд    | —      | —                | —                      | —        | 1                | —        |
| 2021 Оберстдорф | —      | —                | 1                      | 3        | 4                | 1        |
| 2023 Планица    | —      | —                | 3                      | —        | —                | 1        |